# Quaryl

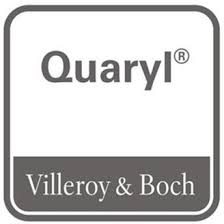

Quaryl is de merknaam van een in 1993 geïntroduceerde composiet van de Duitse firma Villeroy & Boch. De naam is een porte-manteau van kwarts en acryl.

## Samenstelling
Het bestaat voor 60% uit uiterst fijn mineraal granulaat (kwartszand), voor 35% uit acrylhars en voor 5% uit katalysatoren en additieven. Het wordt geproduceerd in speciale vormen in een gepatenteerd lagedruk-spuitgietprocedé.

## Toepassing
Quaryl wordt primair toegepast op sanitair gebied bij de productie van douchebakken en baden, vooral waar hygiëne en veiligheid belangrijk zijn. Door zijn porievrije oppervlak wordt de reiniging aanzienlijk vereenvoudigd. Hoewel het oppervlak glad is, is het slipvast.

## Eigenschappen
Door de samenstelling van het materiaal is Quaryl een in veel kleuren verkrijgbaar, door en door gekleurd massief materiaal met een hoge licht- en verouderingsbestendigheid. Door het grote aandeel natuurlijk kwartszand is het stabiel en nauwkeurig vormbaar, maar om die reden ook tamelijk zwaar.
Een andere materiaaleigenschap is het hoge isolerende vermogen – waardoor het qua voelbaarheid vergelijkbaar is met warm natuursteen. Door zijn hoge percentage natuurlijk materiaal is Quaryl volledig recyclebaar.